# 이토 다케시

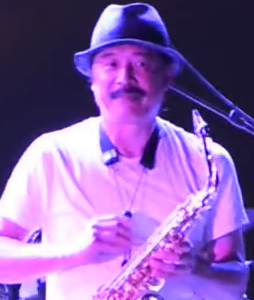

이토 다케시(일본어: 伊東 たけし, 1954년 3월 15일 ~ )는 일본의 음악가로, 색소폰, EWI, 플루트 등을 연주한다. 일본의 퓨전재즈 밴드 티스퀘어의 일원으로 활동하고 있다.